# Arco da Vila

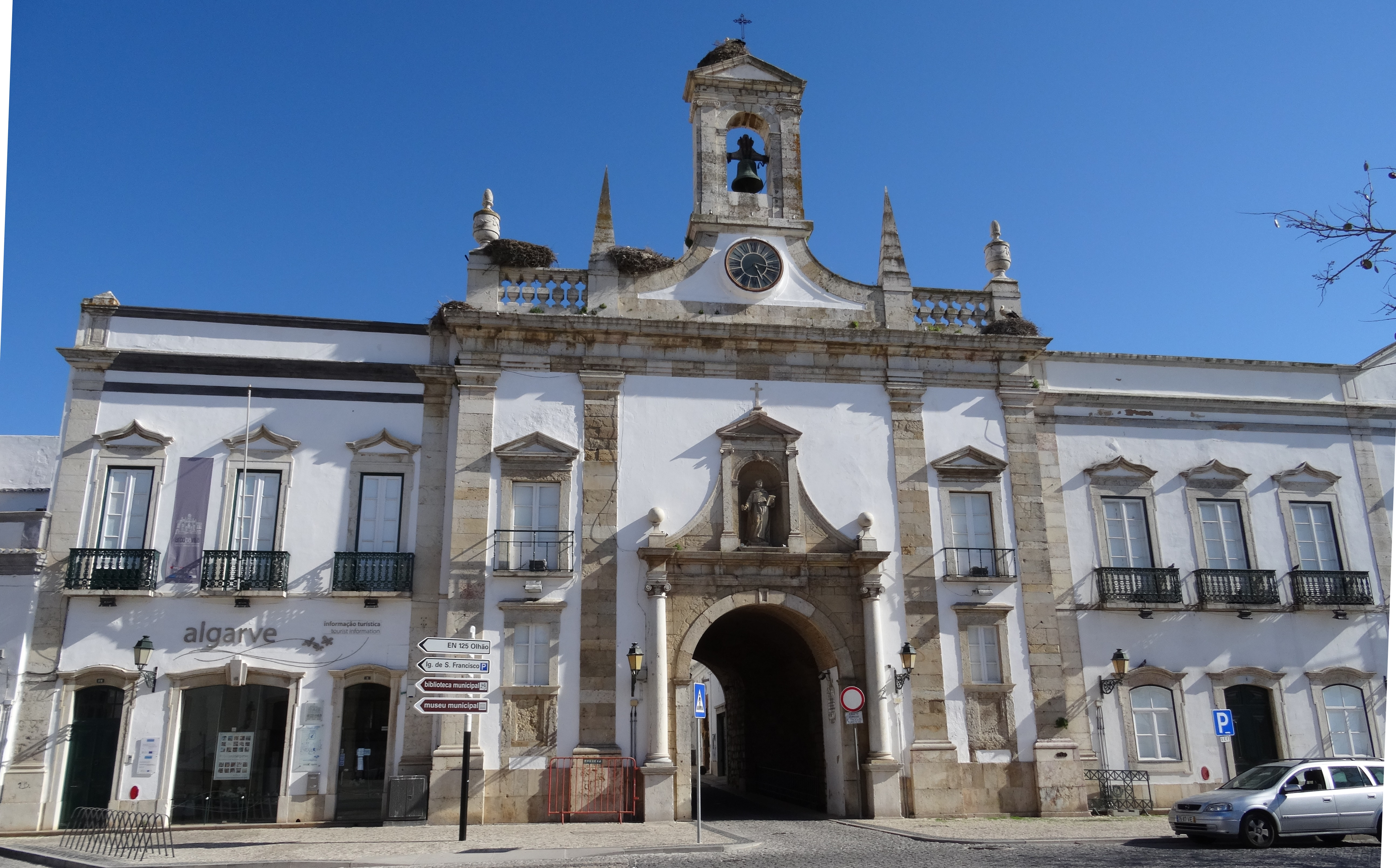
Arco da Vila

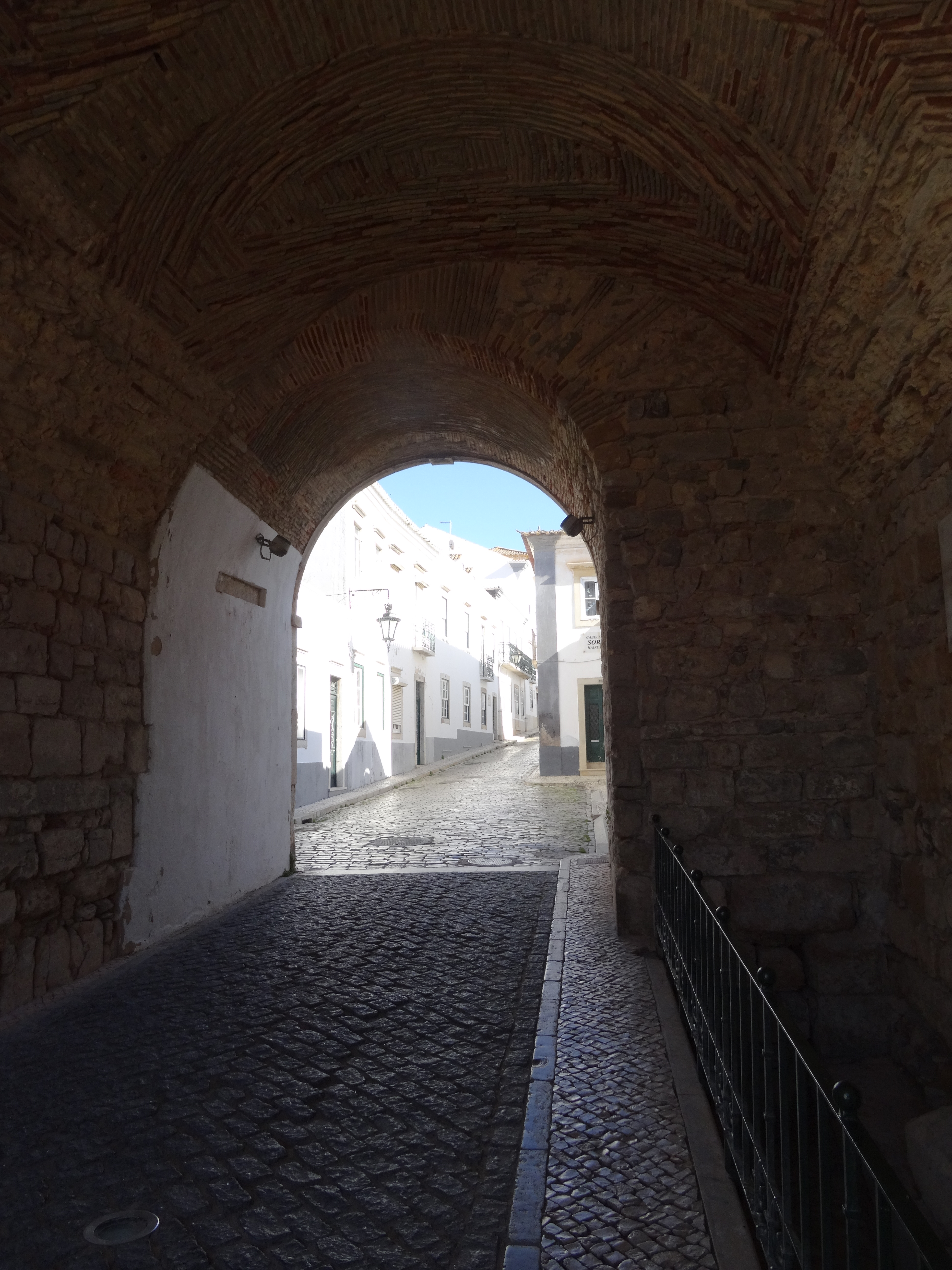
Arco da Vila, Innenansicht

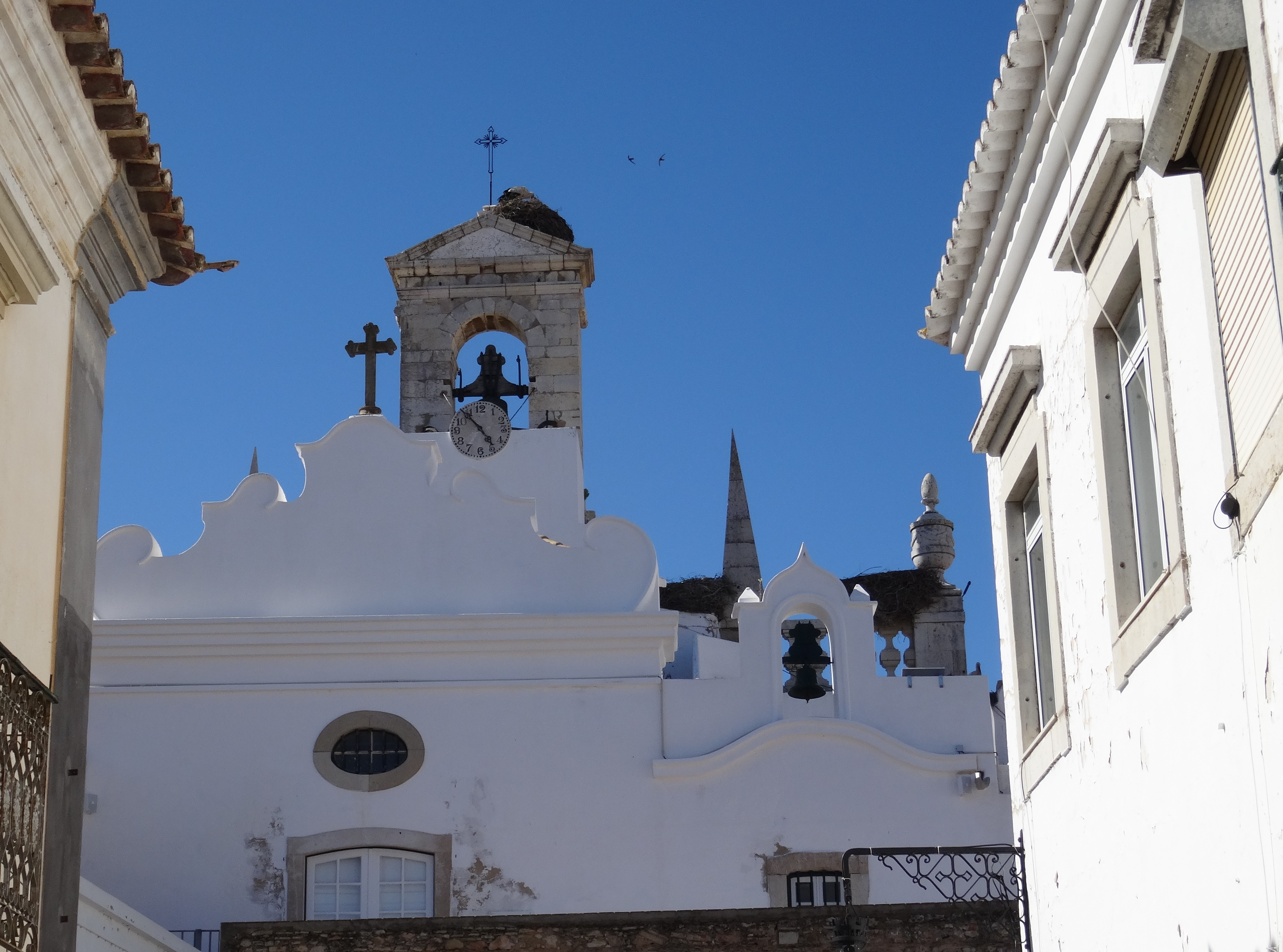
Storchennester auf dem Arco da Vila

Der Arco da Vila ist als Monumento Nacional registriertes Bauwerk in der portugiesischen Stadt Faro. Er ist eines der zwei Wahrzeichen der Stadt.
Das heutige, 1812 eingeweihte, Bauwerk entstand im Auftrag von Bischof Francisco Gomes do Avelar über einem der mittelalterlichen Stadttore (Portas da Rainha). Der Entwurf stammt von dem Genueser Architekten Francisco Xavier Fabri.
Im Zentrum der äußeren Fassade befindet sich eine in Italien gefertigte Marmorstatue von Thomas von Aquin, dem Schutzheiligen der Stadt. Im Inneren ist ein hufeisenförmiges Portal aus der Zeit der maurischen Besetzung der Stadt erhalten.
Auf dem Arco da Vila brüten regelmäßig Störche.